# Nihoa
Nihoa, becenevén Madársziget vagy Moku Manu a legnagyobb és legmagasabb az Északnyugati Hawaii-szigetek tíz lakatlan atollja és szigete közül. Csipkézett körvonaláról kapta a nevét, a Nihoa hawaii nyelven fogat jelent.

## Földrajz
Nihoa 296 km-re helyezkedik el délkeletre a Necker-szigettől. Területe körülbelül 0,69 km² és 57 000 hektáron korallzátony övezi. Kevés édesvíz található rajta. A sziget 25 növényfajnak, és számos állatfajnak ad otthont, ezzel a legváltozatosabb élővilágú az Északnyugati Hawaii-szigetek közül. A sziget kis mérete miatt, a legtöbb őshonos állatfaj veszélyeztetett, egyetlen katasztrófa kiirthatja az egész populációt. Legismertebb állata a Nihoa-pinty (Telespiza ultima), mely kizárólag a szigeten fordul elő.

## Történelem
Őskori bizonyítékok szerint az őshonos hawaiiak 1000 körül éltek a szigeten, vagy látogatták meg azt, de idővel elfelejtődött, és csak a szóbeli mondák őrizték meg a nevét. Régészek házak és kiterjedt teraszos mezőgazdaság nyomait találták meg a szigeten. James Colnett fedezte fel újra a szigetet 1788. március 21-én.

## Fordítás
Ez a szócikk részben vagy egészben  a   Nihoa című angol Wikipédia-szócikk fordításán alapul.  Az eredeti cikk szerkesztőit annak laptörténete sorolja fel. Ez a jelzés csupán a megfogalmazás eredetét és a szerzői jogokat jelzi, nem szolgál a cikkben szereplő információk forrásmegjelöléseként.